# 営団200形電車
営団200形電車（えいだん200がたでんしゃ）は、帝都高速度交通営団（現・東京地下鉄）が導入する予定だった電車。1942年（昭和17年）に発注されたものの落成に至らなかった幻の形式である。

## 概要

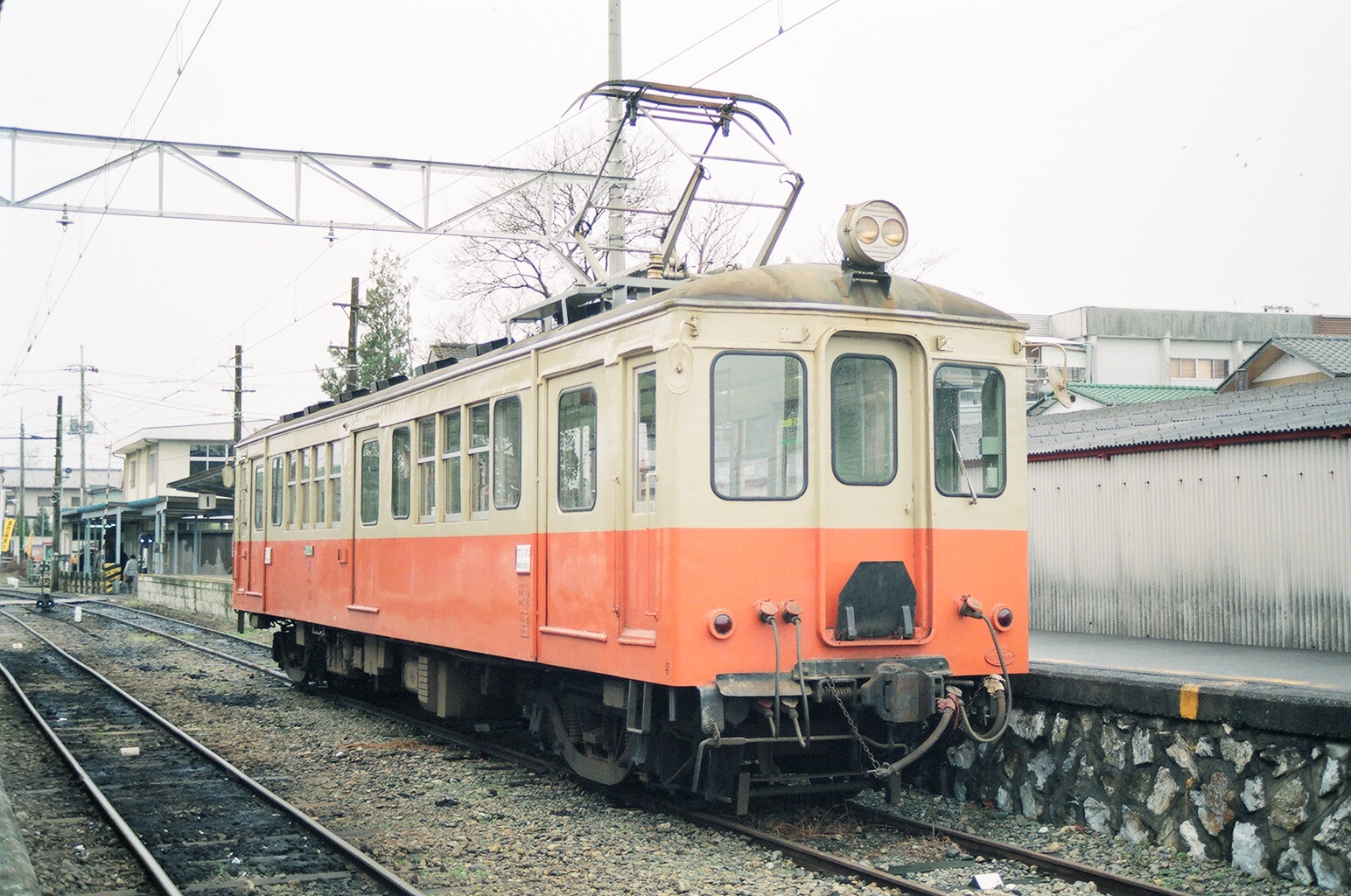
日立電鉄モハ11形（モハ12）

1200形の設計をベースに主電動機を4個搭載にした仕様であった。1942年（昭和17年）に現在の銀座線増発用に5両が発注されたとされる。
内訳は日立製作所に車体と電機品2両分、汽車会社に車体3両分、三菱電機に電機品3両分とされるが、実際は三菱電機の分だけが1947年（昭和22年）頃に納入され、主電動機12台が荒廃した既存電車の整備に流用されている。
1947年（昭和22年）7月日立製の日立電鉄線のモハ11形2両は未成となった200形電車が流用されたと言われている。